# Schwestern (1999)
Schwestern ist ein deutscher Kurzfilm von Mirjam Kubescha aus dem Jahr 1999.

## Handlung
Der vierzehnminütige Kurzfilm schildert das Abenteuer eines Schwesternpaares. Marina (Kerstin Schlör) liebt die Swing-Rhythmen in einem Tanzlokal, in dem die deutschen Frauen mit Amerikanern tanzen. An einem Abend nimmt sie ihre blinde Schwester Sophie (Julia Richter) mit. Sophie, fasziniert von den Klängen, begegnet einem schwarzen G.I (Jonathyn Price).

## Auszeichnungen
Beim German Short Film Festival erhielt Mirjam Kubeschas Film den Preis in Silber und beim Kurzfilmfestival in Mediawe (Ungarn) den Preis der Jury. Weiterhin erhält der Film den Friedrich-Wilhelm-Murnau-Preis und den Preis als bester Kurzfilm in Győr. Der Film war auf Festivals Göteborg und bei den Internationalen Hofer Filmtagen vertreten.

## Anmerkung
"Schwestern" war Karrierestart für junge Schauspielerinnen wie Anuschka Herbst, Julia Jaschke, Ariane Payer und Melanie Sigl.